# Franco Palaggi
Franco Palaggi (Roma, 30 ottobre 1910 – Roma, 28 giugno 1996) è stato un produttore cinematografico italiano.
Ha prodotto molti film di genere, come Cannibal Holocaust e La casa sperduta nel parco, entrambi diretti da Ruggero Deodato, e Per un pugno di dollari, diretto da Sergio Leone.

## Filmografia
- Auguri e figli maschi! (1951)
- Totò a Parigi (1958)
- Totò, Eva e il pennello proibito (1959)
- La cambiale (1959)
- Tu che ne dici? (1960)
- Il figlio di Spartacus (1963)
- Per un pugno di dollari (1964)
- Per qualche dollaro in meno (1966)
- Gentleman Jo... uccidi, regia di Giorgio Stegani (1967)
- C'è Sartana... vendi la pistola e comprati la bara, regia di Giuliano Carnimeo (1970)
- Tedeum (1972)
- Cannibal Holocaust (1979)
- La casa sperduta nel parco (1980)